# Lima (sobrenome)

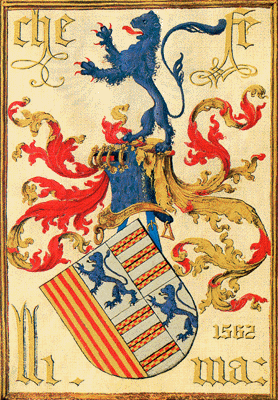
Brasão de armas da família Lima, Livro da Nobreza e Perfeição das Armas, António Godinho, ca. 1562.

Lima é um apelido de família da onomástica portuguesa.

## Origens
O vocábulo lima pode ter origem no latim limes que designava cercas ou paliçadas destinadas a proteger a fronteira ou fortificações militares romanas. A palavra frequentemente era usada no sentido de limite e logo passou a designar os lugares para além das fronteiras ou aqueles que de lá provinham, sendo logo tomada como nome de família.[carece de fontes?] Toponimicamente o sobrenome pode derivar do rio Lima (em galego Limia) ou de diversos lugares denominados Lima (ver Lima (desambiguação)).[carece de fontes?]
Cf. Braamcamp Freire, "Em 1033 já existia na Galiza o castelo de Batissela de que era então senhor D. Diogo Nuñez de Batissela, que por sua neta D. Isabel Nuñez foi bisavô de D. Fernando Arias, que viveu em tempos de D. Fernando II de Leão (1157-1188)." O nome Lima pode provir de "Límia", uma palavra de origem Celta ou Ligure, que significa esquecimento, origem do nome do rio Lima. D. João Fernandes de Lima, o Bom, filho de D. Fernando Arias, foi o primeiro a levar o apelido, que tomou das terras de Lima na Galiza, por ser de lá natural. Dessa família procede a família portuguesa que pretende o título de Visconde de Vila Nova de Cerveira.

## Genealogia (incompleta)
Cf. Felgueiras Gayo, (incompleto)
1. D. Fernando Arias "o Danho" c.c. D. Teresa Bermudes de Trava f.a de Bermudo Peres de Trava conde de Trastâmara e D. Urraca Henriques infanta de Portugal, ou D. Thereza de Portugal ou D. Thereza Henriques
  1. D. João Fz o Bom de Lima c1.c. Beringeira Aff.o de Bayão f.a de Aff.o Ermigues de Bahião e D. Tereja Pires (de Bragança), c2.c. D. M.a Paes Ribr.o f.a de D. Payo Moniz e D. Urraca Nunes de Braganca
    1. (I) D. Fernão Annes de Lima c.c. D. Tereja Annes f.a de D. João Pires da Maya e D. Guiomar Mendes
      1. D. João Fz de Lima "o Danho" c.c. N.N.
        1. D. Goncallo Annes de Lima (X em Granada pelos mouros)

      2. D. Fernão Fernandes de Lima "o pão senteyo" c.c. D. Sancha Vasques f.a de D. Vasco Gil de Savroza e D. Frolle Fz
        1. D. João Fz de Lima "o pão senteyo" c.c. D. Maria Annes f.a de D. João de Aboim, s.g.
        2. D. Ruy Fz de Lima c.c. D. M.a Aff.o f.a do segundo Aff.o Annes Torrichão e D. Ignez de Eca
          1. D. João Fz de Lima c.c. D. M.a Pires de Nevoa f.a de João Pires de Nevoa e D. Mor Fz
            1. Ruy Fz das Maons o velho de Lima c.c. D. M.a Sancha Gil f.a de Gil Pires Feyo e D. M.a Soares Coelho ou D. M.a Alz f.a de D. N. Alz das Asturias
              1. Goncallo Rz das Maons de Lima c.c. D. Sancha de Anobra
                1. D. Ruy Fz de Lima c.c. D. Tareja de Andrade f.a de Ruy Peres de And.e
                  1. Alvaro Rz de Lima c.c. D. Ignez de Sotomayor f.a de Fernão Annes Sotomayor Sr. de Salvaterra e de Sotomayor e Fornellos em Galiza
                    1. Fernão Annes de Lima c.c. D. Tereja da Silva f.a de João Gomes da S.a Alferes Mor do d.o Rey -- descendência ver abaixo
                    2. João Fz de Lima Sr. de Beiral de Lima por m.ce do Rey D. João 1°
                    3. D. Ignez de Lima c.c. D. Aff.o Sanches de Moscozo ou D. Rodrigo
                    4. D. Izabel c.c. João Rz Sr. Biedma
                    5. D. M.a de Lima c.c. Garcia Prego Sr. de Montaos
                    6. B. Pedro Alz de Lima
                      1. Bartolomeu Pires de Lima c.c. Violante Barboza Leite c.g.

                  2. João Glz de Lima
                  3. Goncallo Fz de Lima

                2. D. Contanca de Lima

            2. D. M.a Fz c.c. Gon.lo Viegas Barrozo
            3. D. Elvira Annes de Lima c.c. Fernão Pires Barboza Sr. de Barboza

          2. D. Beatriz Rz c.c. Pedro Annes Marinho

        3. D. M.a Fz c.c. Goncallo Viegas

    2. (II) Goncallo Annes (X em Granada pelos mouros)
    3. (II) D. Thereza Annes c.c. D. Mem Garcia de Souza
    4. (II) D. M.a Annes

  2. D. Ruy Fz Codorniz c.c. D. N.N.
    1. D. M.a Rz Codorniz c.c. Martinho Martins Marinho

  3. D. Gi Fz Baticella c.c. D. Tereja Paes, f.a de Payo Mendes Surede e D. Ermezenda Nunes Maldonado
    1. D. Urraca Gil c.c. D. Nuno Fz Turnichon

  4. D. M.a Fz
  5. D. Tereja Fz c.c. D. Lopo Rz de Olhoa

### De Fernão Annes de Lima
1. Fernão Annes de Lima c.c. D. Tereja da Silva f.a de João Gomes da S.a Alferes Mor do d.o Rey
  1. Alvaro de Lima
  2. D. Leonel de Lima, 1º Visconde de Vila Nova de Cerveira c.c. D. Felipa da Cunha f.a de Alvaro da Cunha Sr. de Pombeiro e D. Brites de Mello
    1. D. João de Lima
    2. D. Alvaro de Lima, Monteiro Mor do Rey D. M.el c.c. D. Violante Nogr.a f.a de Pedro Barreto Com.or de Castro Verde na ordem de S. Thiago
      1. D. João de Lima
      2. D. Aff.o de Lima criado do Sr. D. Jorge c.c. D. M.a Pr.a f.a de Fernão Pr.a Sr. de Castro de Ayre
        1. D. Miguel de Lima (f. na India) s.g.
        2. D. Joanna de Mello c.c. N.N. s.g.

      3. D. Felipa de Lima c1.c. Ruy Freire o da ilha f.o de Nuno Fz Freire Sr. de Bobadella, c2.c. Jorge da Silvr.a
      4. D. Joanna de Lima 1ª m.er de João de Saldanha Vedor da Caza da Raynha D. M.a m.er do Rey D. M.el
      5. D. Thereza de Lima c.c. Pedro de Mendonça Alcaide Mor de Mourão
      6. D. Cat.a de Lima c1.c. M.el Lobato f.o de João Lobato cidadão de Lx.a, c2.c. Ruy Borges f.o de Gon.lo Borges Monteiro Mor e Sr. de Carvalhaes

    3. D. Fernando de Lima, Alcaide Mor de Guimaraens e Copeiro do Rey D. João 2°, c.c. D. Constança da Silva de And.e f.a de Diogo Lopes de Azd.o Sr. de S. João de Rey e D. Izabel Pr.a
      1. Diogo Lopes de Lima
      2. D. João de Lima, Com.or de Adaufe, Cap.am Mor de Calue c.c. D. Briolanja Henriques f.a de An.to de Miranda, e neta de Ayres de Miranda, com a qual houve o Morgado de Londeiros/Condeiros
        1. D. An.to de Lima de Miranda, Comendador de Painsalves c.c. D. Jeronima ou Guiomar f.a de Pedro Lopes de Souza
          1. Diogo de Lima
          2. D. Izabel de Lima m.er 2ª de Andre de Albuquerque, c2.c. Fran.co Barreto de Lima f.o de Jorge de Lima o Galego s.g.
          3. D. Briolanja que morreo despozada com o d.o Fran.co Barreto de Lima

        2. D. Ignez c.c. Fran.co de Miranda Henriques o Dr. Padre Alcaide Mor de Cabeco de Vide
        3. D. Cat.a c.c. Alvaro Glz de Moura Sr. do Morgado de Nogr.a, e Sr. de Povos e Meadas Alcaide Mor de Marvão
        4. D. M.a de Lima c.c. Fernão (ou Fran.co) de Torres Com.or de S. Tiago de Besteiros

      3. D. Jeronimo (f. na tomada de Goa na India) s.g.
      4. D. M.a de Lima
      5. D. Ignez de Lima Ab.a de Vetorinho
      6. (ilegítimo) D. Cristovão de Lima (f. na India)
        1. (ilegítimo) D. Joanna de Lima c.c. Ruy de Abreu de Goa

      7. (ilegítimo) D. Izabel de Lima c.c. Ruy de Briteiros c.g.
      8. D. Margarida de Lima c.c. Ruy Mendes de Mesquita c.g.

    4. D. Duarte da Cunha de Lima
    5. D. Rodrigo de Mello de Lima
    6. D. Brites da Silva c.c. D. Gracia de Castro irmão do Conde de Monsanto
    7. D. Pedro Alz Sotomayor
    8. D. Izabel da Silva c.c. João Fz de Souza Sr. de Bayão
    9. D. M.a de Lima c.c. Vasco Fz Cout.o c.g.
    10. D. Ignez de Sotomayor c1.c. Lopo Gomes de Abreu Sr. de Regalados, c2.c. Fernão de Souza Sr. da Torre de Rossas
    11. (ilegítimo) João Lopes de Lima
    12. (ilegítimo de "D. Brianda da Cunha f.a do Conde de Tentugal Ruy de Mello com quem quis cazar, o que não conseguio por ela morrer antes de chegar a dispença o qual Ruy de Mello era Sr. de Tentugal e de Olivença") Bartolomeu Lourenço (de Lima ou) da Cunha

  3. D. M.a de Lima freira em S. Clara de Ponte Vedra e Ab.a

## Brasão de armas
As armas antigas dos Lima são: "De ouro, com quatro palas de vermelho". Modernamente usam-se: "Terciado em pala.
1. de ouro, com quatro palas de vermelho (Lima);
2. cortado: o primeiro de prata, com um leão de púrpura, armado e lampassado de vermelho (Silva); o segundo de prata, com tres faixas xadrezadas de vermelho e de ouro, de tres tiras (Sotomaior);
3. cortado de Sotomaior e de Silva".

Timbre: o leão do escudo.
 